# ایسی تاکایاناگی
ایسی تاکایاناگی (انگلیسی: Issei Takayanagi؛ زادهٔ ۱۴ سپتامبر ۱۹۸۶) بازیکن فوتبال اهل ژاپن است.
از باشگاه‌هایی که در آن بازی کرده‌است می‌توان به باشگاه فوتبال ویسل کوبه، باشگاه فوتبال سانفریس هیروشیما، و باشگاه فوتبال کونسادول ساپورو اشاره کرد.